# دوري هونغ كونغ لكرة القدم 1995–96
دوري هونغ كونغ لكرة القدم 1995–96 (بالصينية: 1995–96年香港甲組足球聯賽) هو الموسم 51 من دوري هونغ كونغ لكرة القدم ‏. كان عدد الأندية المشاركة فيه 10، وفاز فيه Double Flower FA ‏.